# Hainburger Feder-Nelke
Die Hainburger Feder-Nelke (Dianthus lumnitzeri) ist eine Pflanzenart aus der Gattung der Nelken (Dianthus) innerhalb der Familie der Nelkengewächse (Caryophyllaceae).

## Beschreibung

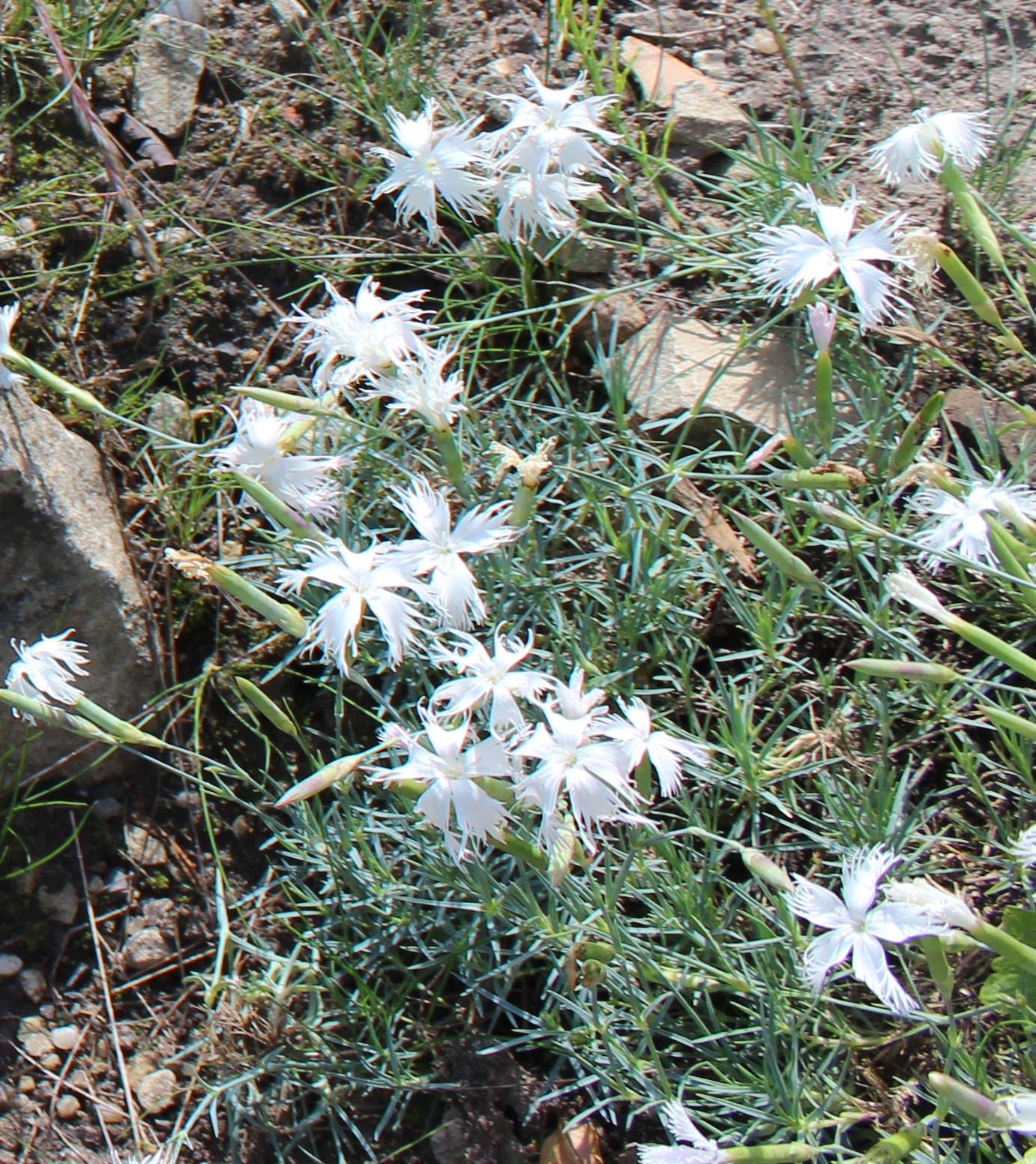
Habitus, Laubblätter und Blüten

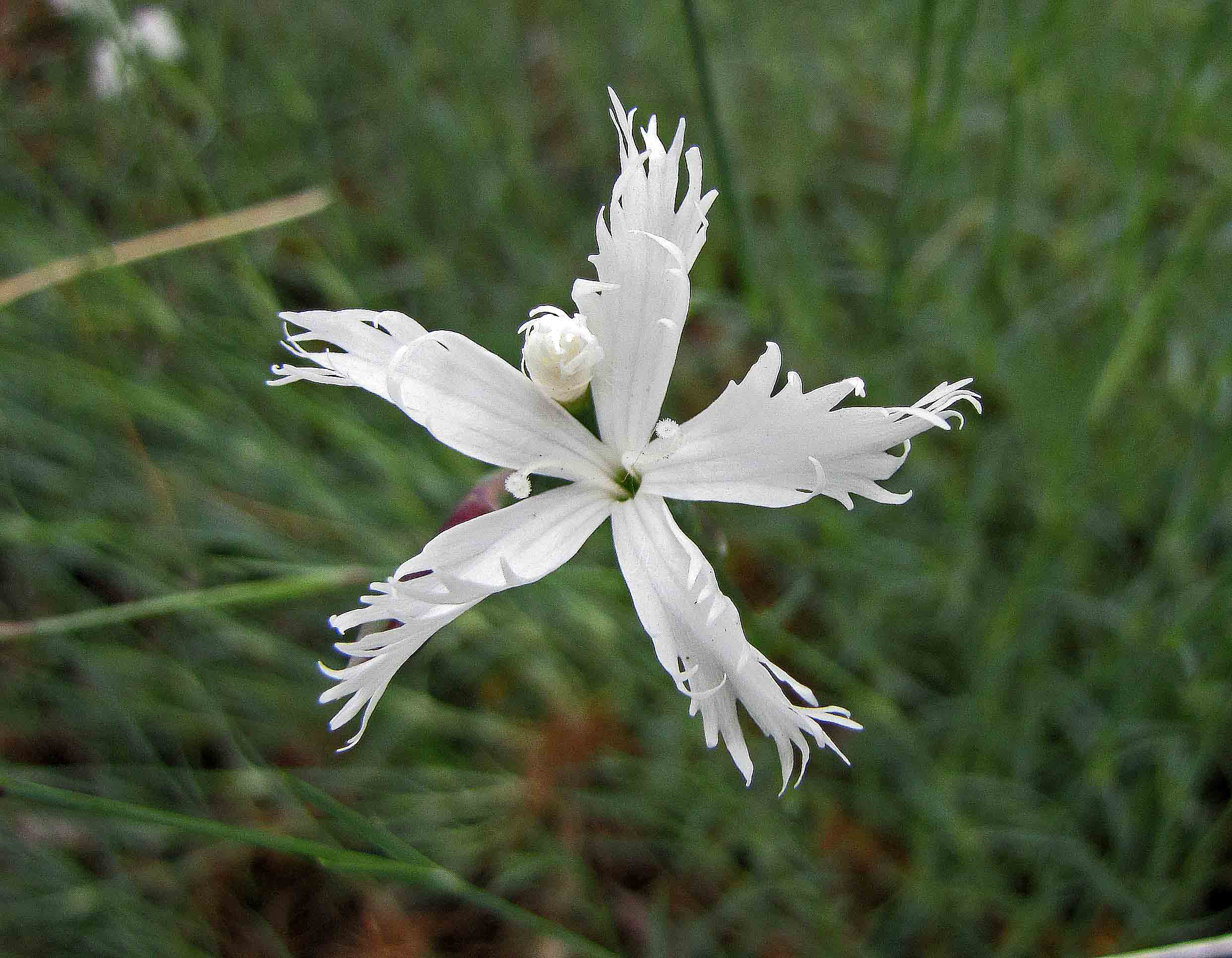
Blüte im Detail

### Vegetative Merkmale
Die Hainburger Feder-Nelke ist eine ausdauernde krautige Pflanze, die Wuchshöhen von 20 bis 30 Zentimetern erreicht. Der Stängel ist vierkantig und blaugrün bereift.
Die Grund- und Stängelblätter sind gegenständig angeordnet. Die einfache Blattspreite ist bei einer Breite von 1 bis 3 Millimetern linealisch. Die Verschmälerung der Blattspreite beginnt oberhalb der Mitte.

### Generative Merkmale
Die Blütezeit reicht von Mai bis Juni. Ihre Stängel tragen meist nur eine Blüte. Die zwittrigen Blüten sind radiärsymmetrisch und fünfzählig. Die äußeren Außenkelchblätter sind stumpf und kurz bespitzt. Die fünf Kronblätter sind weiß, nur selten blassrosafarben. Die Platte der Kronblätter ist 12 bis 18 Millimeter lang und bis zur Mitte zerschlitzt.
Dianthus lumnitzeri ist hexaploid oder tetraploid mit einer Chromosomenzahl von 2n = 90 oder 60.

## Ökologie
Bei der Hainburger Feder-Nelke handelt es sich um einen Chamaephyten oder Hemikryptophyten.

## Vorkommen
Dianthus lumnitzeri ist nur von relativ wenigen Standorten in der Pannonischen Florenprovinz bekannt. Am Locus classicus, den Hainburger Bergen in Niederösterreich, ist sie relativ häufig. In den Kleinen Karpaten in der Slowakei befinden sich mehrere Standorte. Weitere Vorkommen gibt es im Pilis- und im Vértes-Gebirge nordwestlich von Budapest. Die Populationen in den Pollauer Bergen in Südmähren werden ebenfalls zu Dianthus lumnitzeri gestellt, während die von hier nach Nordosten anschließenden Populationen zu Dianthus praecox gestellt werden.
Sie wächst in Fels- und Rasensteppen über Kalkgestein (Kalktrockenrasen). Sie ist auf die colline Höhenstufe beschränkt. Nebenvorkommen gibt es in Karbonat-Pioniertrockenrasen. In den Hainburger Bergen ist sie Charakterart des Diantho lumnitzeri-Seslerion albicantis. Wichtige Begleitarten sind Horstgräser wie Carex humilis und Teppichsträucher wie Genista pilosa.
Sie kommt in Mitteleuropa selten vor. Die Hainburger Feder-Nelke ist selten, allerdings lokal häufig. Sie gilt als „potentiell gefährdet“. In Niederösterreich ist sie vollkommen geschützt. Gefährdung ist durch die natürliche Seltenheit einerseits, andererseits durch Populationsverluste durch natürliche Sukzession (Bewaldung) und Zerstörung der Standorte durch Materialabbau bedingt.
Zum Schutz dieser Art wurden Schutzgebiete ausgewiesen, des Weiteren erfolgt eine Arterhaltungszucht.

## Systematik
Die Erstbeschreibung von Dianthus lumnitzeri erfolgte 1886 durch Johann Baptist Wiesbaur in Botanisches Centralblatt, Band 26, Seite 85. Das Artepitheton lumnitzeri ehrt den altösterreichischen Botaniker Stephan Lumnitzer (1750–1806).
Dianthus lumnitzeri gehört zur Artengruppe um die Feder-Nelke (Dianthus plumarius) in der Gattung (Dianthus). Sie wird auch als Unterart Dianthus praecox subsp. lumnitzeri (Wiesb.) Kmet'ová zu Dianthus praecox Kit. gestellt.